# Frederik Adolf Kjellin
Frederik Adolf Kjellin (* 27. April 1872 in Vårdinge, Stockholms län; † 30. Dezember 1910) war ein schwedischer Chemiker, der den Induktionsschmelzofen erfand.
Nach Besuch der Schulen in Örebro und Stockholm studierte er an der dortigen KTH Chemie. 
1899 erbaute er in Gysinge seinen ersten Induktionsschmelzofen. Im folgenden Jahr wurde dieser durch einen bedeutend größeren, mit einem Fassungsvermögen von 1,8 t ersetzt. Bestimmt war er für eine jährliche Stahlerzeugung von 1500 t.
1903 hat Dr. Hermann Röchling sein Patent auf elektrische Induktionsöfen erworben.
1904 wurde Kjellin Teilhaber bei der Metallurgiska AB. Mit P. Härden gründete er das Ingenieurbureau Allians. 
1907 ernannte die Universität Uppsala ihn zum Ehrendoktor in Anerkennung seiner Verdienste um die Entwicklung der Elektrostahlerzeugung. 
Er starb an den Folgen eines Schlaganfalls.